# Stormhattsranunkel
Stormhattsranunkel (Ranunculus aconitifolius L.) är en ört i familjen ranunkelväxter.

## Beskrivning
Stormhattsranunkel blir 20 — 50 cm hög, i sällsynta fall upp till 100 cm, och breder ut sig 40 cm.
Bladen är djupt flikiga och något håriga. Närmast spetsen är bladkanterna insågade. De nedersta bladen sitter på ett kort skaft. Bladen är 8 — 25 cm långa och 4 — 8 cm breda. Antalet flikar på ett blad varierar mellan 3 och 7, vanligast är 6.
Blomningstiden är maj — juli. Blomman är 25 mm tvärs över, och med 5 rent vita kronblad.
Frukten är en liten nöt, 2 à 3 mm lång och 2 mm bred.
Stormhattsranunkel växer antingen som enskilda plantor eller i stora samlingar.
Kromosomtalet är 2n = 16.

Växten är mycket giftig p.g.a. att den innehåller anemonin.

## Underarter
- Ranunculus aconitifolius ssp. platanifolius Rikli
- Ranunculus aconitifolius var. platanifolius Pacz.

## Förväxlingsart
Med nära lika utseende: Ranunculus platanifolius L., 1767.

## Hybrider
- Ranunculus × aconitoides DC. ex Rouy (1893) – förälder Ranunculus glacialis L.
- Ranunculus × digeneus Kerner ex W.Huber
- Ranunculus × intermediifolius W.Huber (1988) – förälder Ranunculus platanifolius L..

## Habitat
Förekommer naturligt från Centraleuropa och söderut till centrala Spanien, norra Italien och nordvästra Balkanhalvön.

## Biotop
Växer på höjder 500 — 2 200 m ö h, gärna på fuktig mark med pH omkring 7.

## Etymologi
- Släktnamnet Ranunculus kommer av latin rana = groda med trolig syftning på att ranunkler såsom grodor växer i eller nära vattensamlingar.
- Artnamnet aconitifolius är också latin och betyder ungefär med blad på samma sätt som resten av släktet aconitum.

## Användning
Odlas ibland som trädgårdsväxt i Sverige, och då ofta i form av den förädlade fylldblommiga sorten 'Flore Pleno'. Denna ger ej några frön.

## Bilder

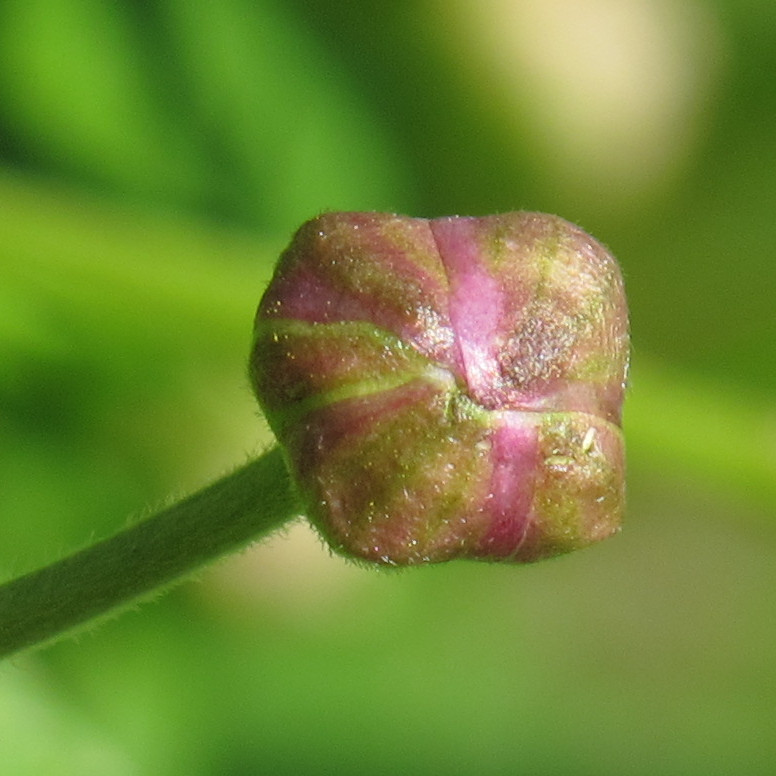
Knopp
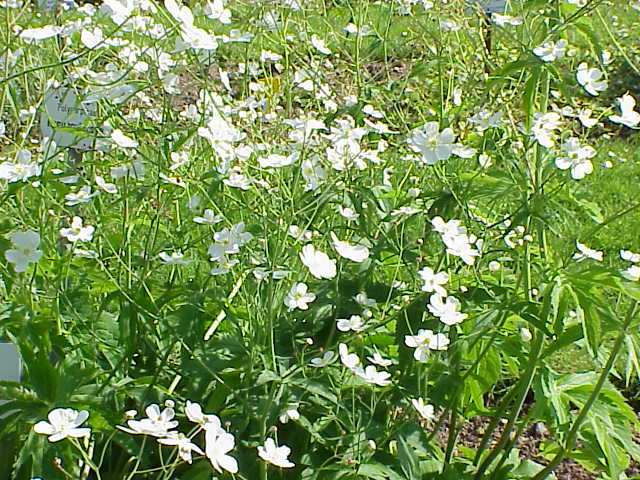
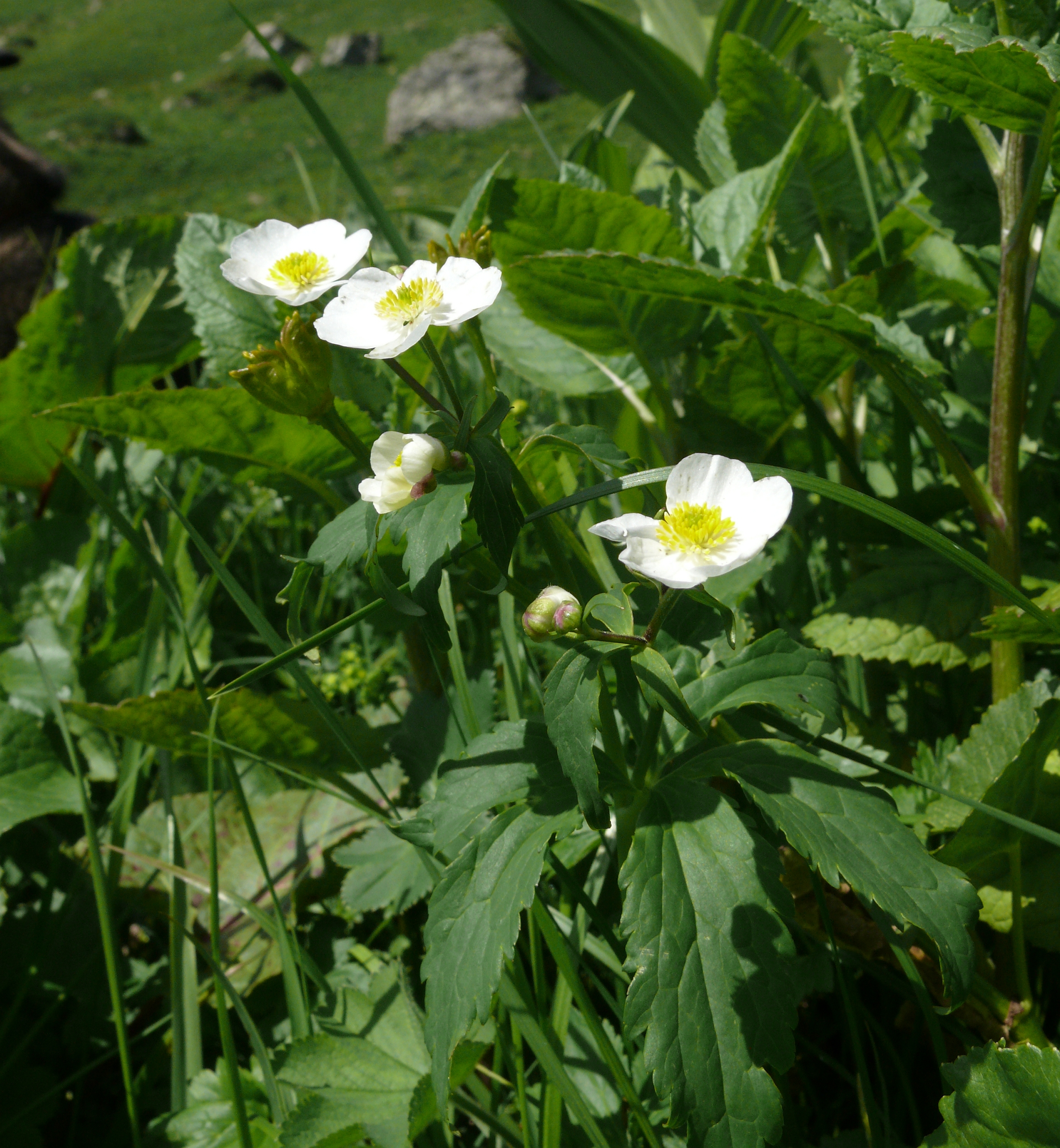
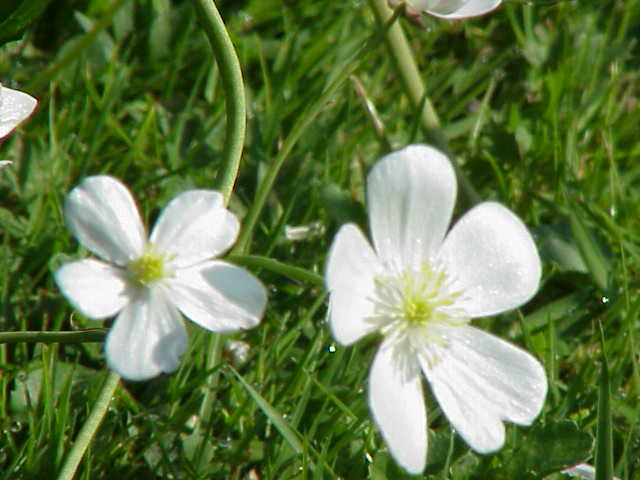
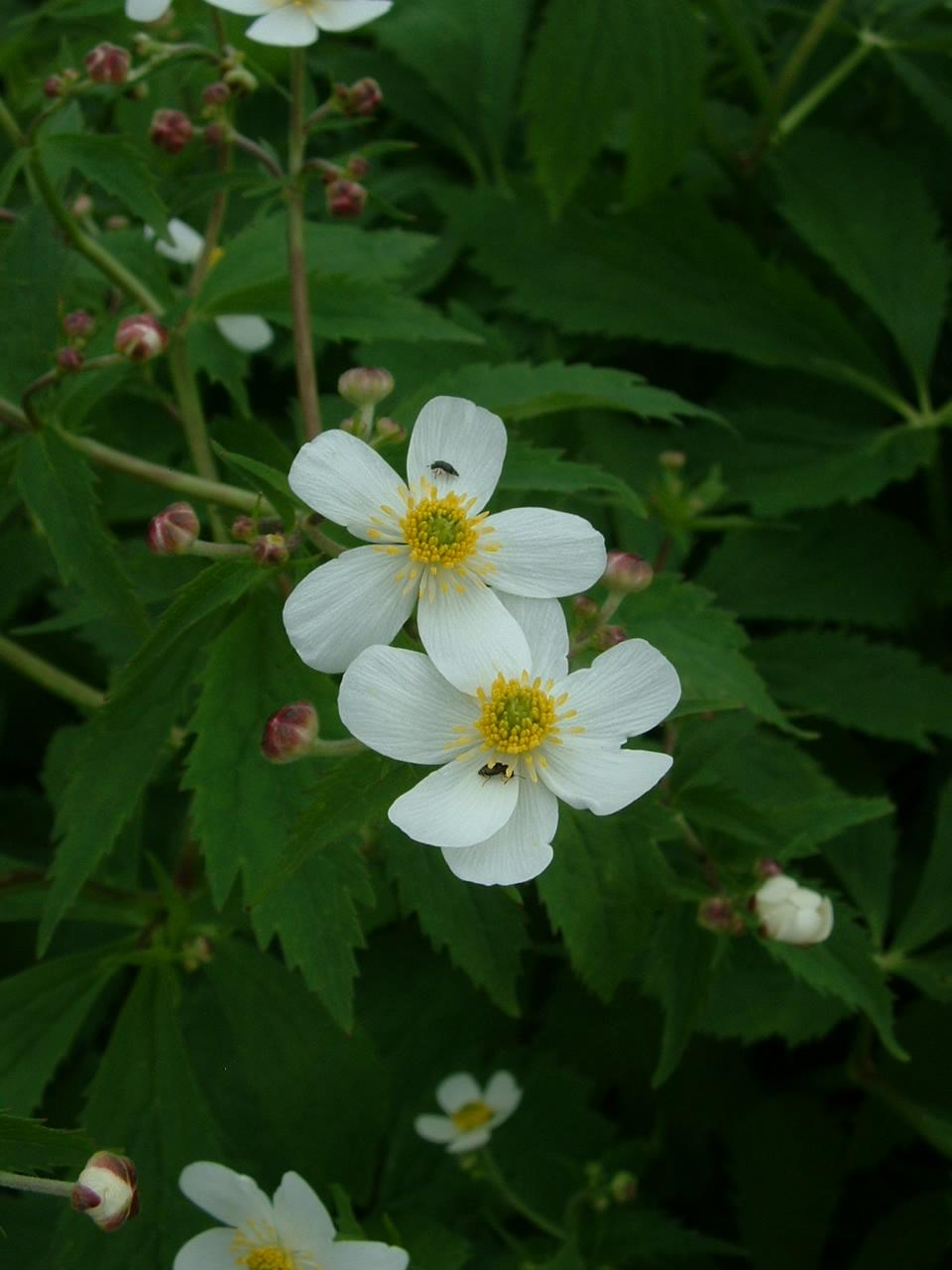
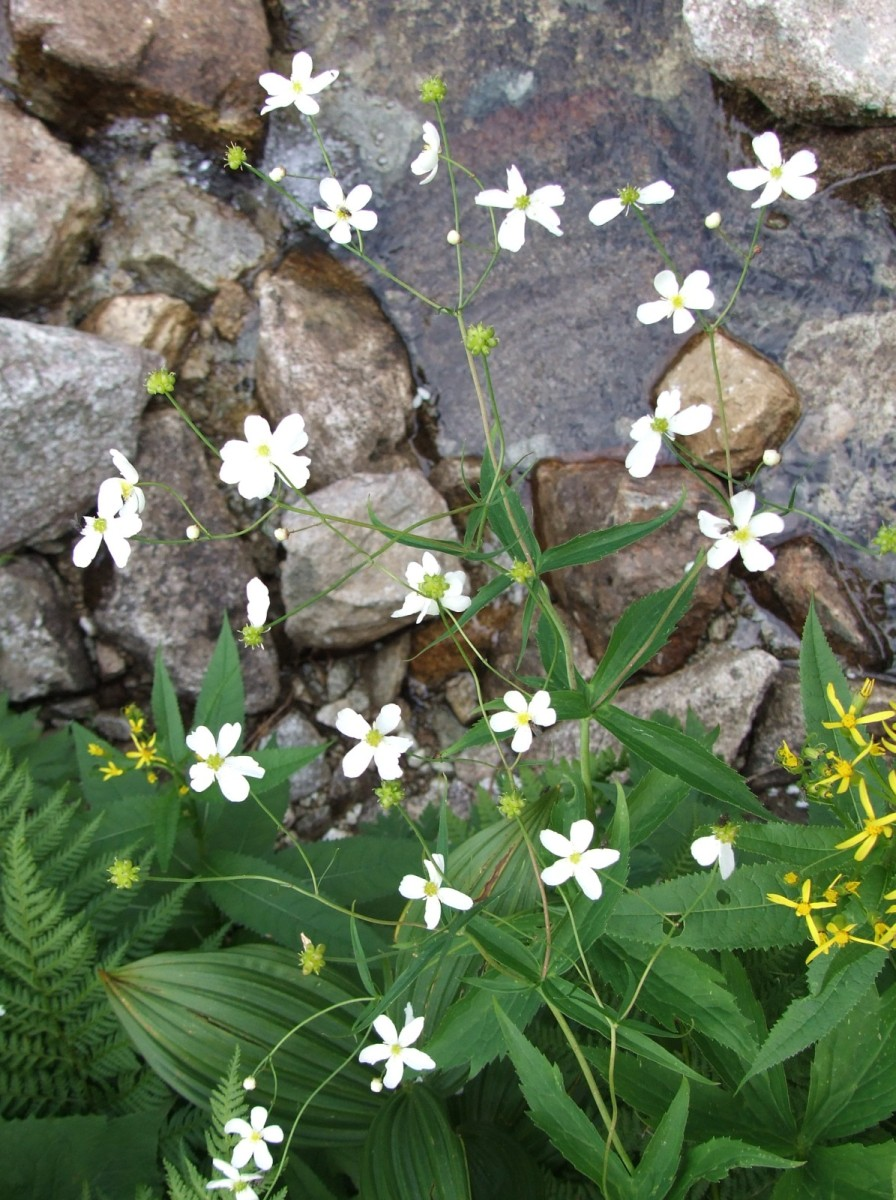
Ranunculus × intermediifolius